# Darna
Pour les articles homonymes, voir Darna (homonymie).
Darna est une super-héroïne de bande dessinée créée par les Philippins Mars Ravelo (scénario) et Nestor Redondo (dessin). Elle a fait sa première apparition le 13 mai 1950 dans Pilipino Komiks #77 (Ace Publications, Inc.).
Darna est en fait une nouvelle adaptation d'un personnage précédent de Ravelo, Varga, dont il écrivait et dessinait seul les histoires. Elle est apparue pour la première fois dans Bulaklak Magazine, Volume 4, #17 (23 juillet 1947). Ravelo quitta Bulaklak en raison de différends avec les éditeurs du magazine.
La série a connu de nombreuses adaptations dans son pays, en série d'animation comme sous forme de séries TV et films live.